# Беленькое (Краснодонский район)
Беленькое (укр. Біленьке) — село в Краснодонском районе Луганской области Украины. Де факто — с 2014 года населённый пункт контролируется самопровозглашённой Луганской Народной Республикой. Входит в Великосуходольский сельский совет.

## География
Расположено в бассейне Северского Донца, недалеко от границы с Россией (которая проходит к югу и востоку от населённого пункта). Соседние населённые пункты: посёлки Урало-Кавказ и Западный на юго-западе, город Суходольск и село Малый Суходол на западе, посёлок Северо-Гундоровский на северо-западе, сёла Подгорное и Большой Суходол на севере, Поповка на северо-востоке, посёлок Северный на востоке.

## Население
Население насчитывает 166 человек (2001).